# Gouais Blanc

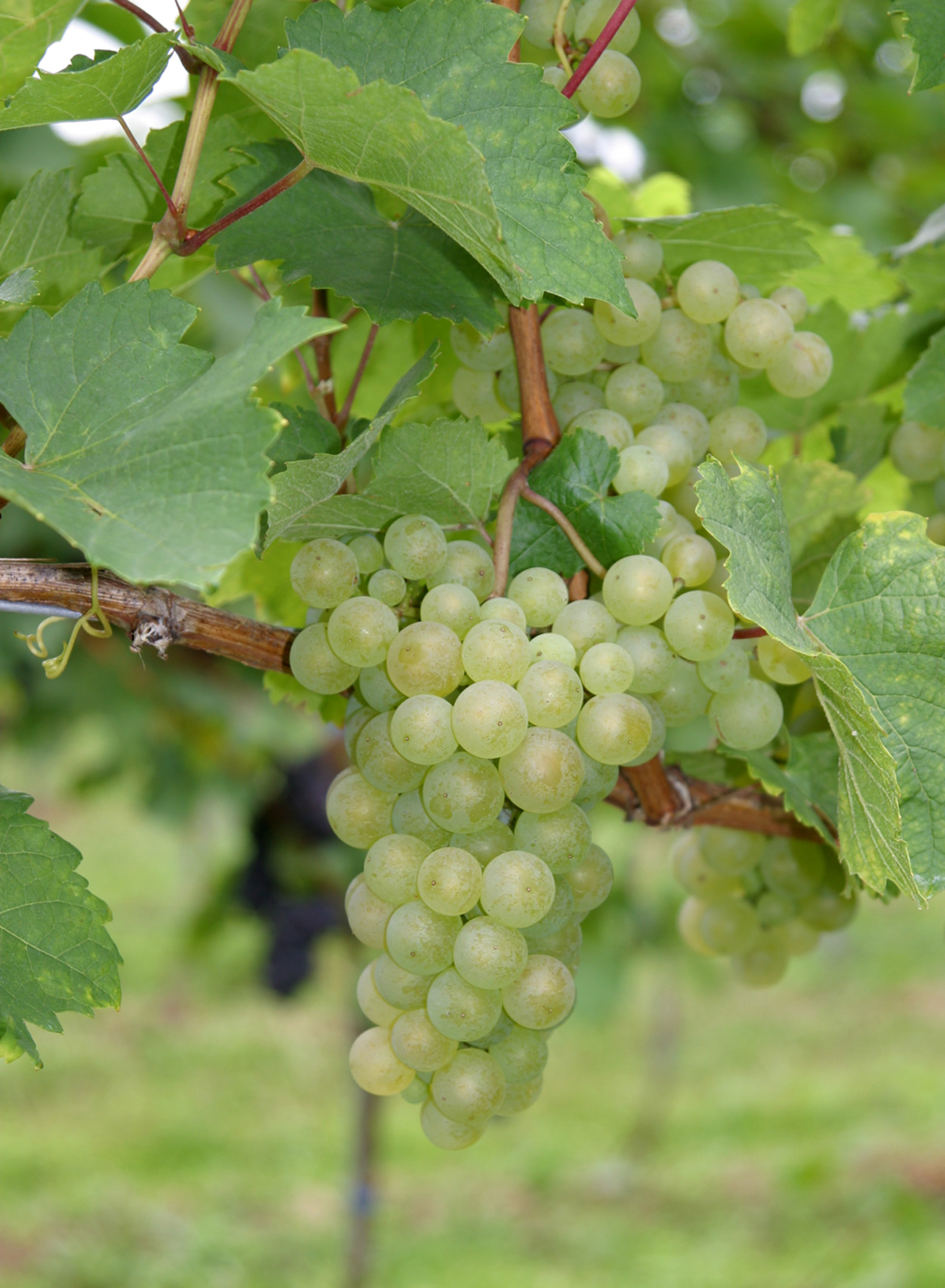
Gouais Blanc druif

De Gouais Blanc is een zeer oude Franse witte druivensoort, die uitermate belangrijk is geweest als voorouder.

## Geschiedenis
Deze druif is een van de oudste én belangrijkste rassen in West-Europa en kwam daar vanaf de 13e eeuw op grote schaal voor. De streek waar dit ras ontstaan is, ligt in het oostelijk gedeelte van Frankrijk tegen de Duits-Zwitserse grens. Jarenlang DNA-onderzoek heeft onder meer uitgewezen dat deze variëteit wel meer dan 80 nakomelingen heeft, vandaar de bijnaam Casanova onder de druiven. Hier zijn een paar voorbeelden op zijn plaats: 
- de Chardonnay maar ook de Gamay Noir zijn kruisingen van deze druif met de Pinot.
- de Aubin Blanc en de Petit Meslier zijn kruisingen van deze druif met de Chenin Blanc.
- de Furmint, de Riesling, de Elbling en de Blaufränkisch hebben deze druif als een van de voorouders.

## Kenmerken

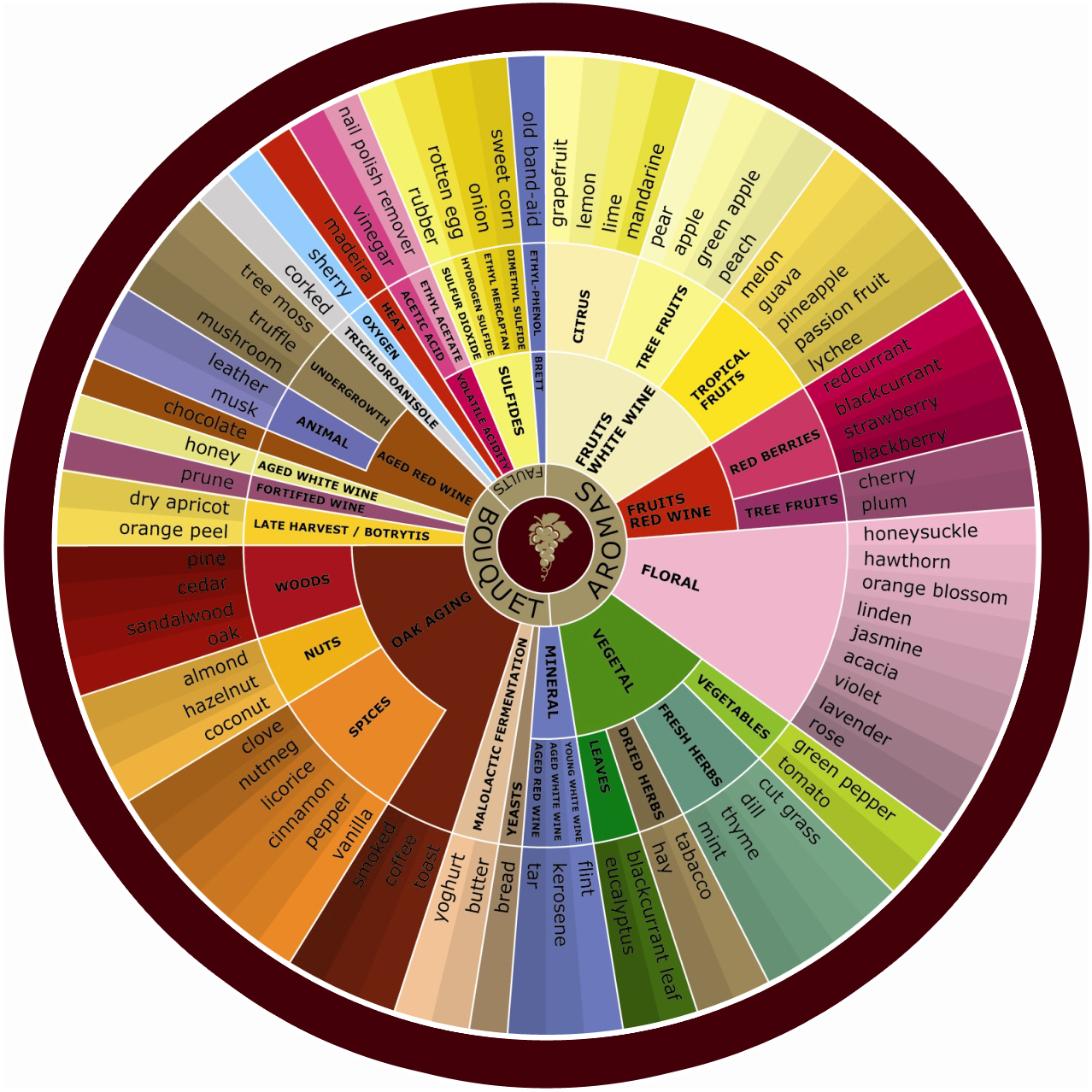
Het aroma-wiel

Sterke groeier, zeer productief met een opbrengst tegen de 100 hectoliter per hectare. Bloeit wat later in het voorjaar en is relatief vroeg rijp, waardoor de kans op nachtvorst in beide gevallen laag is. Grote trossen met grote druiven, die een dunne schil hebben. Deze druif is gevoelig voor botrytis, maar heeft weinig last van andere ziektes. De aroma's die vrijkomen zijn die van citrusvruchten, groene appel en peer. De zuurgraad is aantrekkelijk hoog.

## Gebieden
Het belang van de Gouais Blanc voor de wijnliefhebber van vandaag de dag ligt volledig bij de wereldberoemde afstammeling, namelijk de Chardonnay druif en anno 2012 niet meer bij de productie van deze druif in Frankrijk. Alleen in Marin in de Haute-Savoie bevindt zich nog een kleine wijngaard, maar deze wordt niet meer commercieel geëxploiteerd. In Italië wordt deze druif - daar bekend onder het synoniem Preveiral Blanco - nog op kleine schaal geproduceerd en wel in het noordelijke gedeelte van Piëmont in de Val de Susa en in Val de Bormida waar het bekend is onder de naam Liseiret. In Wijnbouw in Zwitserland wordt in Wallis - wat aan de grens met Frankrijk ligt - nog het meeste verbouwd en wel 100 hectare. Hier heet dit ras Gwäss.

## Synoniemen[1]
- Absenger
- Bauernweinbeer
- Bauernweinbeere Weiss
- Bauernweintraube
- Belina Kroatië
- Belina Debela
- Belina Domaca
- Belina Drobna
- Belina Krupna
- Belina Moalavacka
- Belina Pikasta
- Belina Stara
- Belina Starinska
- Belina Velika Bijela
- Belina Zuta
- Best's No. 4
- Blanc de Serres
- Blancio Italië
- Boarde
- Bogatyur
- Bon Blanc
- Bordenauer
- Borzenauer
- Bouillan
- Bouillaud
- Bouilleaud Charente
- Bouillen
- Bouillenc
- Bourgeois
- Bourguignon
- Branestraube
- Branne
- Burgegger Weiss
- Burger
- Cagnas
- Cagnou
- Champagner Langstielig
- Colle
- Coulis
- Dickweisser
- Dickwiss
- Enfariné Blanc Jura
- Esslinger
- Figuier
- Foirard Blanc Jura
- Frankenthaler
- Gau
- Gauche Blanc
- Geuche Blanc
- Goe
- Goet
- Gohet
- Goi
- Goin
- Goix
- Got
- Gouai
- Gouais
- Gouais Blanc
- Gouais Jaune Wallis
- Gouais Long
- Gouais Rond
- Gouas
- Goualx
- Gouay
- Gouche
- Gouche Blanche
- Goue
- Gouest
- Gouest Sauge
- Gouet Blanc
- Gouette
- Gouge
- Gouget Blanc Cher
- Gouillaud
- Gouis de Mardeuil
- Gousse
- Grauhünsch
- Grobe Oostenrijk
- Grobes
- Grobheunisch
- Grobweine
- Grobweisse
- Gros Blanc
- Grünling
- Guay Jaune
- Gueuche Blanc Duitsland
- Guest Salviatum
- Güche Blanc
- Guillan
- Guinlan
- Guy
- Guy Blanc
- Gwäss
- Harthünsch
- Hartünsch
- Heinisch
- Heinish
- Heinsch
- Heinschen Weiss
- Hennische Weiss
- Hensch
- Heunisch
- Heunisch Blanc
- Heunisch Weisser
- Heunischtraube
- Heunisch Weiss
- Heunsch
- Heunscher
- Heunschler
- Heunschlir
- Hinschen
- Hinschene
- Hintsch
- Hünsch
- Hünschene
- Hüntsch
- Hunnentraube
- Hunsch
- Hunschrebe
- Huntsch
- Hyntsch
- Issal
- Issol
- Kleinbeer
- Kleinberger
- Krapinska Belina Kroatië
- Laxiertraube
- Liseiret Italië
- Lisöera
- Lombard Blanc
- Luxiertraube
- Mehlweisse
- Mehlweisse Grün
- Mendix
- Moreau Blanc
- Mouillet
- Nargouet
- Pendrillart Blanc
- Perveiral
- Perveiral Bianco
- Petit Gouge
- Pichons
- Pikanina Bijela
- Plant de Séchex Marin
- Plant Madame
- Plant Seche
- President
- Preveiral
- Preveiral Blanco Italië
- Proveiral
- Pruvera
- Regalaboue
- Riesling Grob
- Rous Hette
- Roussaou Blanc
- Rudeca Belina
- Saboule Boey
- Sadoulo Bouyer
- Seestock Grob
- Stajerska Belina
- Tejer Szozelö
- Thalburger
- Trompe Bouvier
- Trompe Valet
- Verdet
- Verdin Blanc
- Vionnier
- Weisse Traube
- Weisser Heunisch Duitsland
- Weissgrobe
- Weissheinsch
- Weissstock
- Weisstock
- Wippacher Kroatië
- Zöld Hajnos